# Bergerac Périgord Football Club
 (septembre 2023).
Si vous disposez d'ouvrages ou d'articles de référence ou si vous connaissez des sites web de qualité traitant du thème abordé ici, merci de compléter l'article en donnant les références utiles à sa vérifiabilité et en les liant à la section « Notes et références ».
Maillots
Actualités
Le Bergerac Périgord FC est un club de football français basé à Bergerac et fondé en 1916 sous le nom d'EF Bergerac.
Alors qui évoluait en National 2 depuis sa promotion de CFA 2 en mai 2015, le club est relégué en Régional 1 pour la saison 2025-2026, pour cause de déficit excessif.

## Histoire
Un patronage, « les Enfants de France Bergerac (EFB) », est créé en 1916 à Bergerac avec plusieurs sections dont une consacrée au football.  
Longtemps resté à l'échelon régional, le club parvient à monter en championnat de France amateurs en 1959 grâce à un titre de champion de Division d'Honneur de la ligue du Sud-Ouest. Fraîchement promu, Bergerac réalise de bonnes performances en CFA avec à la clé une première place du groupe Sud-Ouest en 1961 et une autre en 1965. Cependant, le club ne brille pas lors des phases finales du CFA, accessibles aux vainqueurs de chaque groupe, finissant avant-dernier de la poule finale en 1961 et dernier de la poule B en 1965. Après ce passage de huit saisons au niveau national, les Bergeracois sont relégués en DH en 1967, terminant à la dernière place du groupe Sud-Ouest. 
Dès lors, ils ne retrouvent les échelons nationaux que très rarement de 1972 à 1974 en Division 3, puis de 1978 à 1980 en Division 4. Il faut attendre les années 1990 pour voir les Périgordins se maintenir de manière plus stable au niveau national. Ainsi, le club végète entre les quatrième et cinquième divisons de 1991 à 2000, avant de descendre de nouveau en Division d'Honneur de la ligue d'Aquitaine. 
En 2007, Bergerac est promu en CFA 2, la cinquième division. Dès sa première saison à ce niveau, il monte en CFA avant de redescendre l'année suivante. 
En juin 2012, le Bergerac Foot fusionne avec un club de District : le FC 3 Vallées Cours de Pile et le FC La Force féminin évoluant en Ligue. De cette union naît le Bergerac Périgord FC. 
À l'issue de sa saison 2014-2015, il termine premier de sa poule de CFA 2 et évolue en CFA pour la saison 2015-2016. 
En 2016-2017, il évolue en poule A de CFA et termine troisième, à trois points du futur promu Cholet. Cette saison-là, le Bergerac Périgord FC élimine 2-0 le Racing Club de Lens (Ligue 2) en Coupe de France. Il accède aux huitièmes de finale où il est battu 2-1 par le LOSC Lille (Ligue 1) à la dernière minute, sur un but d'Éder au stade Antoine-Moueix, à Libourne.
En 2018-2019, le Bergerac Périgord FC évolue toujours en quatrième division, devenue le National 2. Il termine 8e sur 16 du groupe B. En Coupe de France, il sort les Chamois niortais (Ligue 2) en 32e de finale avant d'être éliminé en 16e de finale par l'US Orléans (Ligue 2) sur le score de 2-3 après prolongation.
Lors de la saison 2021-2022, Bergerac effectue un parcours remarquable en Coupe de France. En décembre 2021, il élimine le FC Metz, club de Ligue 1, en 32es de finale par 5 tirs au but à 4, après un score nul. Pour la seconde fois de son histoire, le club bergeracois joue un 8e de finale après avoir éliminé l'US Créteil-Lusitanos au bout de la séance de tirs au but en 16es de finale (0-0, 5-4 tab),. Le 30 janvier 2022, il continue sur cette lancée en battant l'AS Saint-Étienne, lanterne rouge de Ligue 1 2021-2022, sur le score de 1 à 0, à Périgueux au stade Francis-Rongiéras, accédant ainsi pour la première fois de son histoire aux quarts de finale. L'aventure se termine en quart contre le FC Versailles 78 aux tirs au but (1-1, 4-5 tab). Cette même année, il passe tout près de monter en finissant deuxième de son groupe de National 2, à un point du leader.
En 2023, la tentative de fusion avec le Trélissac APFC refusée par la FFF pousse le président du club depuis 2005, Christophe Fauvel, à démissionner à la fin de la saison. En 2023-2024, le BPFC est éliminé par l'Olympique lyonnais en 16e de finale de la Coupe de France.
En mai 2025, alors que le club réussit in extremis lors de la dernière journée à se maintenir en National 2, la Direction nationale du contrôle de gestion (DNCG) exclut « l'équipe première des compétitions nationales », pour un déficit en fin de saison d'environ 300 000 euros, ce qui devrait la reléguer en Régional 1, là où évolue son équipe réserve, voire en dessous. Début juillet, après avoir cherché à combler le déficit auprès d'investisseurs, le club n'atteint que la moitié de la somme nécessaire et décide donc d'accepter la relégation hors du niveau national. Pour la saison 2025-2026, la Ligue de football de Nouvelle-Aquitaine acte que l'équipe première de Bergerac joue en Régional 1, l'équipe réserve descendant en Régional 2, dans une poule spéciale à 13 clubs (au lieu de 12). Deux semaines plus tard, la ligue de football de nouvelle-Aquitaine décide de reléguer le club en Régional 3, à cause de sa situation financière « très délicate ».

## Palmarès et résultats

### Palmarès
Le tableau suivant liste le palmarès et les meilleures performances du Bergerac PFC dans les différentes compétitions officielles.
| Compétitions nationales | Compétitions régionales |
| --- | --- |
| - Championnat de France amateurs (1935-1971) - Vainqueur de groupe : 1961 et 1965 - Championnat de France amateur 2 / National 3 (D5) - Vainqueur de groupe : 1994 et 2015 - Coupe de France - Meilleure performance : quart de finale en 2022 | - Championnat de Division d'Honneur - Champion : 1959, 1972 et 1991 - Coupe d'Aquitaine - Vainqueur : 1958, 1960, 1968, 2012 et 2014 |

## Identité du club

### Logos

Ancien logo.
Logo actuel.

## Personnalités du club

### Entraîneurs
- 1985-1988 :  Patrice Kervarrec
- 1989-1991 :  Henri Atamaniuk
- 1993-1994 : / Dragan Cvetkovic
- 1996-2000 :  Benoît Tihy
- 2004-2005 :  Jean-Luc Sokal
- 2005-2006 :  Christian Felci
- 2010-oct. 2011 :  Benoît Tihy
- Déc. 2012-2013 :  Alain Larvaron
- 2013-2018 :  Fabien Pujo
- 2018-2019 :  Nicolas Le Bellec
- 2019-2021 :  David Vignes
- 2021-2023 :  Erwan Lannuzel
- depuis 2023 :  Yassine Azahaf[18]

### Présidents
- 2005-2024 :  Christophe Fauvel
- depuis 2024 :  Laurent Beaumois[19]

### Anciens joueurs
- Nabil Berkak (2010-2013)
- Aly Doumbouya (2012-2013)
- Edoh Hiagbé (2010-2013)
- David Merdy (2007-2009)
- Mickaël Ravaux (2008-2009)
- Mounir Soufiani (2012-2013)
- Nicolas Maurice-Belay (2019)